# Félicien de Foligno
Saint Félicien de Foligno (mort en 251) est un évêque et un martyr, fêté le 24 janvier.

## Biographie
Élevé à Foligno, dans l'actuelle Italie,  par des parents chrétiens, Félicien alla étudier à Rome où le pape Éleuthère le confia à son archidiacre Victor et lui conféra les saints ordres. Mais Félicien ne resta pas à Rome car il désirait évangéliser son pays. Il fit preuve d'une grande ardeur missionnaire non seulement à Foligno, mais aussi à Terni et à Spolète.
À la mort de l'évêque de Foligno, le peuple de la ville choisit Félicien comme évêque. Il fallut l'intervention du pape de Rome pour que Félicien se résolve à accepter la charge épiscopale.
Sous l'empereur Philippe II, il y eut une accalmie dans les persécutions et Félicien en profita pour étendre son activité missionnaire. Sous l'empereur Dèce, l'évêque de Foligno fut arrêté, torturé et incarcéré avec son frère Prime. Les autorités voulurent les transférer à Rome mais le saint martyr mourut en chemin des suites des mauvais traitements qu'il avait subis[réf. souhaitée],. Il avait quatre-vingt-quatorze ans.
Ses reliques auraient été données à la commune de Conteville (Somme, France) par Louis-François-Gabriel d'Orléans de la Mothe, en 1776.